# Ciascuno a suo modo
Ciascuno a suo modo è una commedia scritta da Luigi Pirandello nel 1924. L'opera fa parte della cosiddetta trilogia del teatro nel teatro, preceduta da Sei personaggi in cerca d'autore e seguita da Questa sera si recita a soggetto.
La rappresentazione della commedia, così come indicata dall'autore, si svolge in due spazi scenici differenti: il palcoscenico da un lato, e i luoghi generalmente utilizzati dal pubblico, come la strada davanti al teatro, l'ingresso, il foyer e la sala, dall'altro.
Secondo il critico teatrale Eligio Possenti (1886-1966), la commedia mette in risalto la contraddizione interna di ogni essere umano tra le proprie azioni e le motivazioni «dell'altro che è dentro di noi e viene chissà di dove e determina 'non si sa come' i nostri atti».

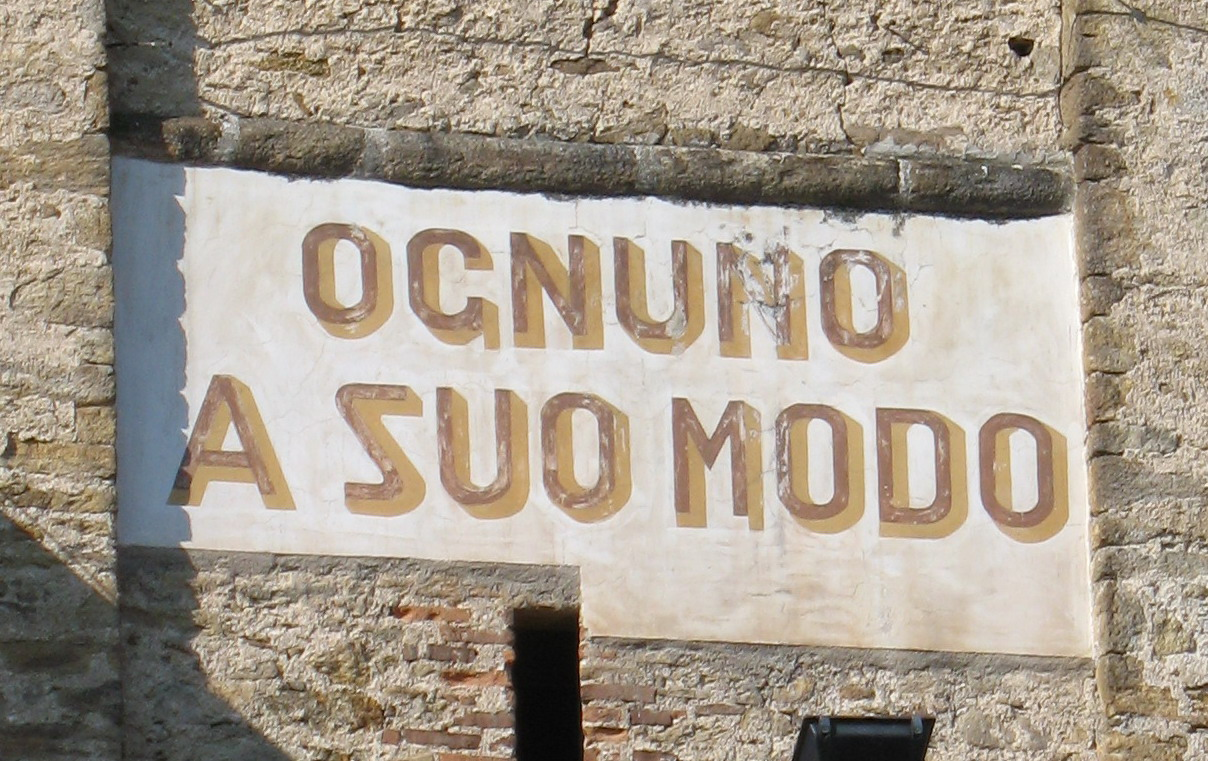
Il motto Ognuno a suo modo riportato sul campanile della chiesa di Coazze si pensa che abbia ispirato l'opera.

Lo sdoppiamento tra i personaggi e i loro atti è ottenuto tramite la contemporanea presenza, in sala e sul palcoscenico, dei protagonisti di un caso di cronaca. Ad ogni calare di sipario i protagonisti 'reali' della vicenda (che viene rappresentata, da altri attori, sul palcoscenico) si accalorano, inveendo contro l'autore e la commedia. Il gioco teatrale si svela nel finale, quando, inaspettatamente, i personaggi della 'realtà' e quelli della 'finzione' si riuniscono per l'uscita finale.
Questa commedia, la meno fortunata della trilogia metateatrale, è una riflessione molto in anticipo sui tempi sul rapporto tra arte e realtà. Questo tema verrà approfondito da altri nei decenni successivi, reso attuale dallo sviluppo dei mezzi di comunicazione di massa.
Nel meccanismo creato da Pirandello la rappresentazione viene influenzata da presunti fatti reali, ma succede anche l'opposto: la realtà viene modificata dalla finzione scenica, tanto da spingere i personaggi presenti in sala ad arrivare alle stesse conclusioni di quelli che recitano sulla scena. Secondo Giovanni Calendoli «Ciascuno a suo modo propone il gioco dell'infinito rapporto che si stabilisce tra la realtà e la rappresentazione, illustrando l'implacabile suggestione che la rappresentazione artistica esercita sulla realtà, plasmandola a sua somiglianza».

## Trama
Nel salotto borghese di casa Palegari si discute di un diverbio avvenuto il giorno prima tra Doro Palegari e Francesco Savio a proposito di un'attrice, Delia Morello, per la quale si è ucciso un giovane pittore, Giorgio Salvi.
Egli, alla vigilia delle nozze, è stato tradito dalla donna, che ha incominciato una relazione con Michele Rocca, che doveva invece sposare la sorella del pittore.
Nel diverbio Doro Palegari ha preso le difese della donna, mentre Savio ha difeso le ragioni dell'uomo. Ora Doro pare prossimo a riconoscere che, in effetti, aveva ragione il Savio. Ma ecco che proprio il Savio, gli confessa l'opposto.
Tra i due c'è insomma un rovesciamento di posizioni, che però il Palegari trova insultante, per cui aggredisce il Savio dandogli del “Pulcinella”.
Sopraggiunge infine la stessa Delia Morello, per ringraziare Palegari di averla difesa: ma ella stessa, sembra turbata da un'ombra di presa di coscienza della propria consapevolezza in tutta la vicenda.
Il sipario appena calato, si rialza, mostrando una parte del corridoio del teatro che conduce ai palchi di platea, il palcoscenico rimane però lo spazio teatrale complessivo con i commenti di finti spettatori e di critici: la discussione riguarda il fatto che l'opera sia tratta da un fatto di cronaca e in effetti intervengono ad un certo punto, i due reali protagonisti della vicenda, scandalizzati di vedersi messi in commedia.
L'atto secondo si svolge nella casa di Savio che si prepara a combattere a duello per l'offesa ricevuta, ma improvvisamente sopraggiunge Delia Morello, nel tentativo di impedire lo scontro e persino Michele Rocca, il suo amante, che vuole ringraziare Savio di averlo difeso contro Palegari.
La Morello e il Rocca appena si vedono si abbracciano e se ne vanno via, in preda ad una passione divorante, sconosciuta persino a se stessi.
Si sviluppano così nuovi dialoghi tra gli spettatori, mentre fanno irruzione ancora una volta i personaggi della cronaca vera, che protestano con gli attori per come si sono visti rappresentare sulla scena, ma poi, sorprendentemente, non riescono a fare a meno di abbracciarsi e andarsene esattamente come avevano fatto i personaggi della finzione teatrale.
Il primo attore e la prima attrice, a questo punto, offesi a loro volta, si rifiutano di continuare la rappresentazione facendo così annunciare al Capocomico che non ci sarà un terzo atto.

## Pirandello e lo psicodramma
Ciascuno a suo modo contiene segreti riferimenti allo psicodramma di Jacob Levi Moreno che Pirandello ebbe modo di conoscere in occasione del viaggio a Vienna per mediare il rilascio del figlio Stefano prigioniero dell'Austria . Le analogie evidenti anche nelle altre due opere del Teatro nel Teatro (Sei personaggi in cerca d'autore e Questa sera si recita a soggetto) vanno dalla tecnica del Giornale vivente citata nell'annuncio del giornale della sera nel prologo fuori del teatro, fino al gioco del doppio, espresso dal nome del personaggio e del meta-personaggio: la Moreno e la Morello (combinazione di Moreno e Pirandello). Questa chiave di lettura è stata al centro di un evento del Teatro Stabile di Torino del 1986 con la regia di Ottavio Rosati, la partecipazione di Dario Fo (che dava voce a Moreno), del nipote di Pirandello, Pier Luigi, nel ruolo del nonno e di Zerka Toeman Moreno come il personaggio sconosciuto che Pirandello chiama ironicamente "La Moreno (che tutti sanno chi è)".
Osvaldo Guerrieri nella sua recensione scrive: 'Ecco, infine, il folle giuoco, amministrato sapientemente da Ottavio Rosati e offerto a un pubblico numerosissimo, adescato da lusinghe un po' stregonesche, un po' scientifiche, un po' clownesche [...] Raramente abbiamo visto il Carignano così ribollente di partecipazione come in questa serata. Su, nei palchi, alcuni sembrano impazzire, litigano a distanza. Nell'atmosfera accesa, il fantasma delle serate futuriste occhieggia sornione'.

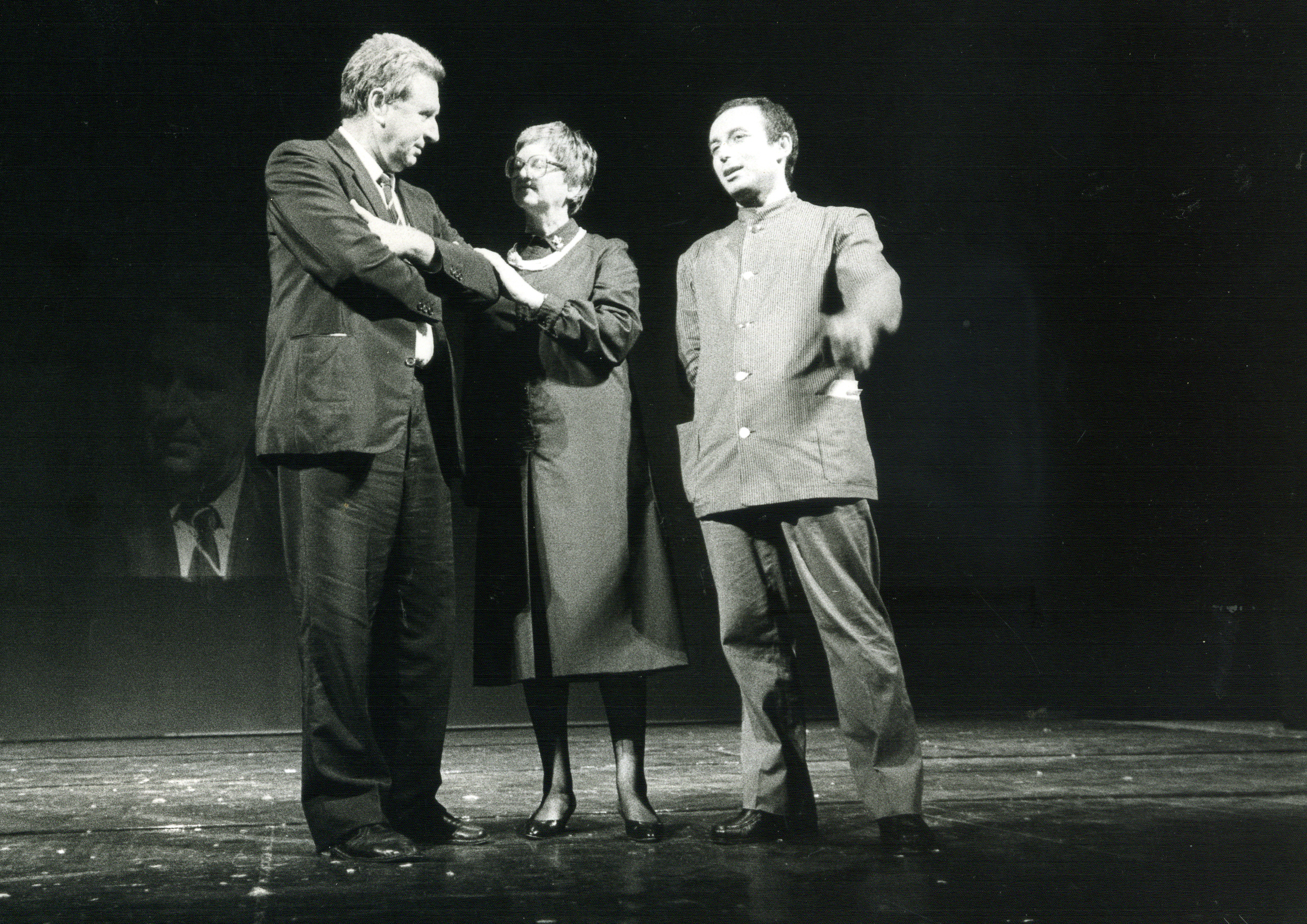
Zerka Moreno e Pier Luigi Pirandello (1986 Archivio Plays)

## Gli allestimenti italiani
Pirandello nel 1924 dichiarò: Credo che questa sarà la più strana, la più imbrogliata, la più difficile a capirsi di tutte le mie commedie. Per la complessità del suo impianto metateatrale e l'elevato numero di attori che richiede, Ciascuno a suo modo non è tra i lavori di Pirandello più rappresentati.
La prima mondiale ebbe luogo al Teatro dei Filodrammatici di Milano il 23 maggio 1924, con la compagnia Dario Niccodemi (interpreti Vera Vergani e Luigi Cimara. Luigi Squarzina diresse la messa in scena del Teatro Stabile di Genova , Giuseppe Patroni Griffi quella del Teatro Stabile del Friuli Venezia Giulia.

## Edizioni
- Ciascuno a suo modo, a cura di Corrado Simioni, Oscar Mondadori 1970